# Peugeot 108
Peugeot 108 – samochód osobowy klasy miejskiej produkowany przez francuską firmę Peugeot w latach 2014–2022.

## Historia i opis modelu

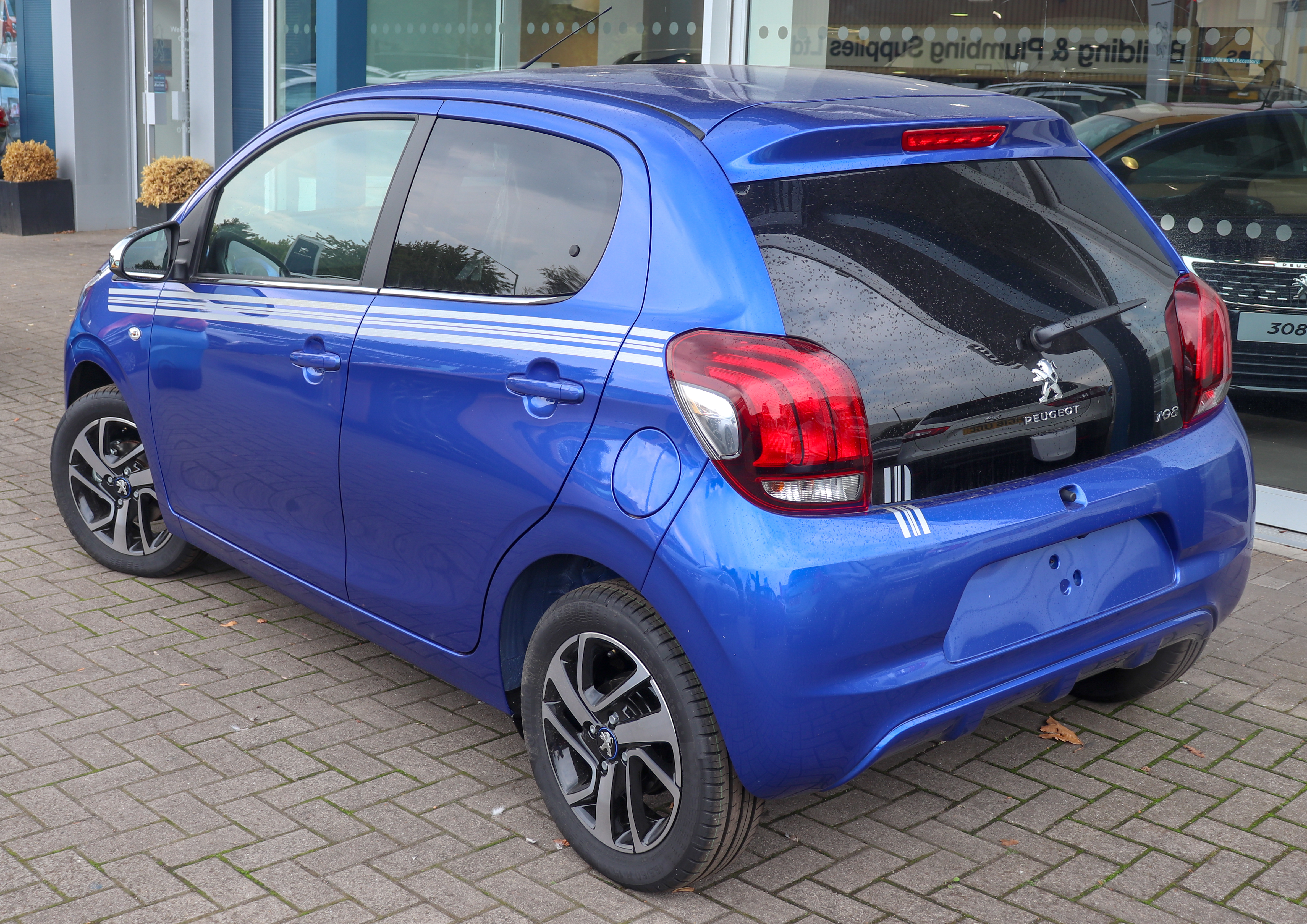
Peugeot 108 – tył

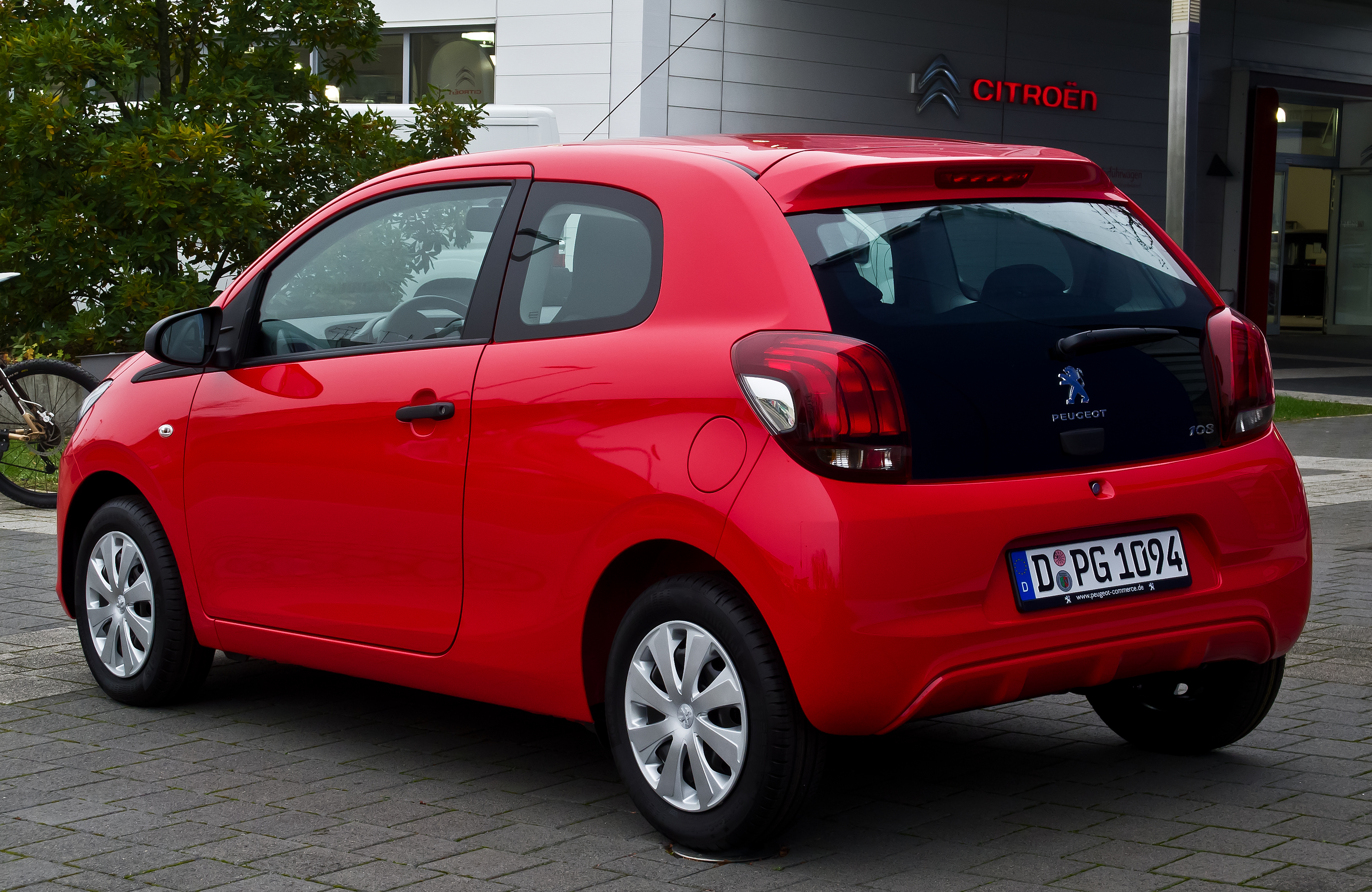
Peugeot 108 – tył wersji trzydrzwiowej

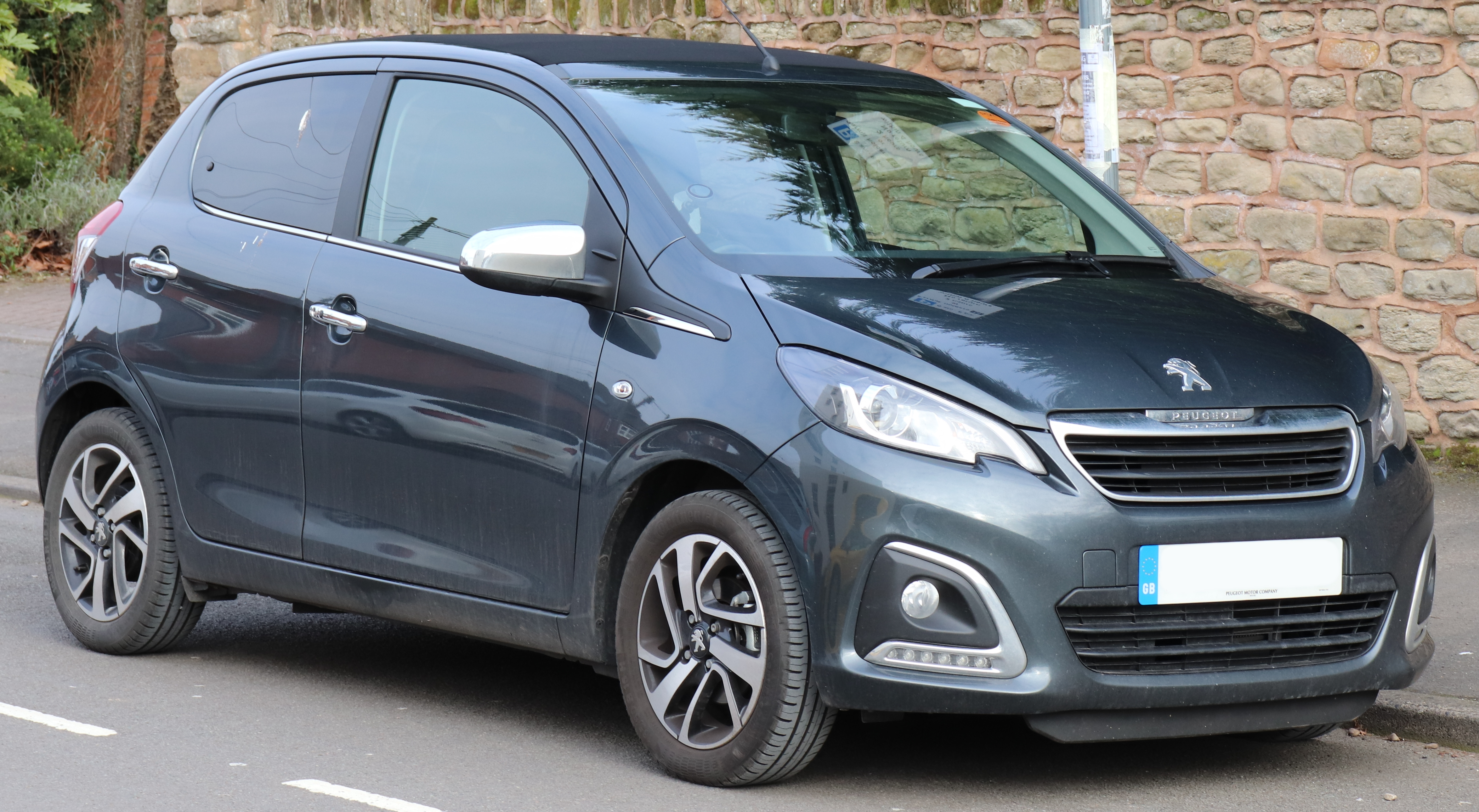
Peugeot 108 TOP

108 to następca produkowanego w latach 2005–2014 miejskiego modelu 107, który powstał w wyniku mariażu koncernu PSA z Toyotą (Citroën C1, Toyota Aygo). Model oficjalnie zadebiutował razem z drugimi wcieleniami bliźniaczych modeli w marcu 2014 na Geneva Motor Show, a produkcja rozpoczęła się w pierwszej połowie 2014 roku w czeskim Kolinie.
Polski importer Peugeota nigdy nie zdecydował się na oferowanie tego samochodu w Polsce.
Pojazd występował na rynkach europejskich jako 3 i 5-drzwiowy hatchback oraz w wersji z nadwoziem otwartym pod nazwą 108 TOP. Wersja ta posiadała materiałowy, elektrycznie rozsuwany dach.
Samochód był oferowany wyłącznie z trzycylindrowymi silnikami benzynowymi o pojemności 1.0 i mocy 68 KM oraz 1.2 o mocy 82 KM. Jednostki napędowe współpracowały z manualną skrzynią biegów, przy czym silnik 1.0 opcjonalnie mógł być sprzęgany ze zautomatyzowaną przekładnią również o pięciu biegach.

### Wersje wyposażeniowe
- Active
- Allure
- Roland Garros

Standardowo pojazd wyposażony był m.in. w sześć poduszek powietrznych.
Opcjonalnie (w zależności od wersji wyposażeniowej) pojazd wyposażyć można m.in. w asystenta ruszania pod wzniesienie, system monitorowania ciśnienia w oponach, system unikania kolizji przy niskich prędkościach, kamerę cofania, klimatyzację automatyczną, system bezkluczykowego dostępu i uruchamiania samochodu, fotel kierowcy z regulacją wysokości oraz możliwość podłączenia smartfonu poprzez system MirrorLink.